# Paul Abbott

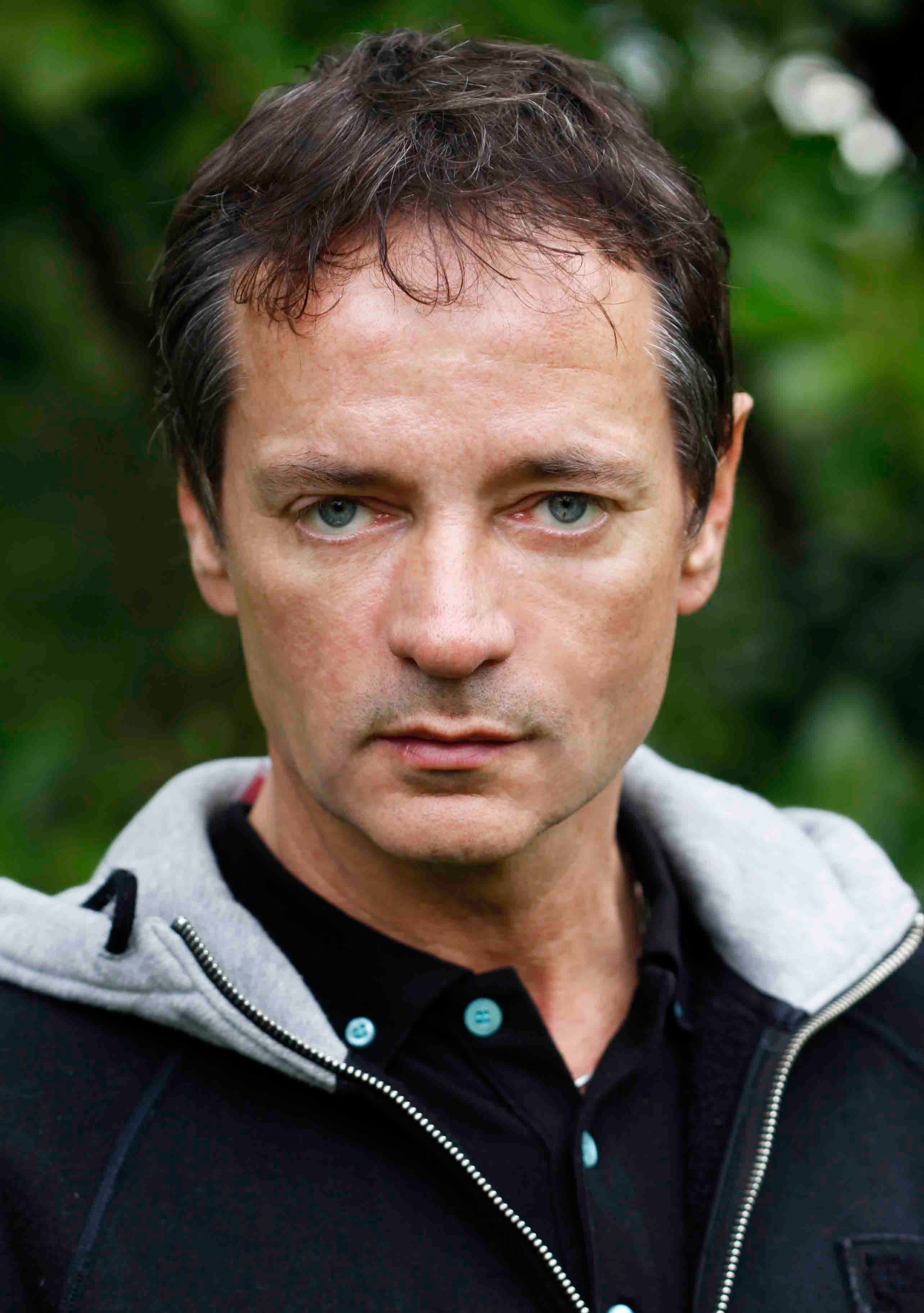
Paul Abbott (2011)

Paul Abbott (* 22. Februar 1960 in Burnley, Lancashire, England) ist ein britischer Filmproduzent und Drehbuchautor. Er ist vor allem für die Fernsehserie Shameless bekannt.

## Leben
Abbott startete seine Karriere mit dem Schreiben von Hörbüchern für BBC Radio 4. Er arbeitete dann acht Jahre als Redakteur und ab 1989 als Schriftsteller. 1988 schrieb er sein erstes Fernsehdrama-Drehbuch zusammen mit dem Kollegen Kay Mellor. Im selben Jahr haben er und Mellor das Kinder-Medizin-Drama Children’s Ward mitgeschrieben. 1994 arbeitete er als Produzent. Sein erster Durchbruch gelang ihm mit einem eigenen Programm, dem Polizeidrama Touching Evil im Jahr 1997. Sein größter Erfolg war die Serie Shameless sowie deren Remake, an denen er jeweils als Produzent und Autor beteiligt war.
2006 wurde er für seine Arbeit an dem Fernsehfilm The Girl in the Café mit einem Emmy ausgezeichnet. Mehrfach war er für den BAFTA TV Award nominiert, 1995 und 2001 erhielt er jeweils die Auszeichnung. Außerdem gewann er 2004 den Dennis Potter Award. Zu seinen weiteren Auszeichnungen gehört u. a. der Edgar Allan Poe Award im Jahre 2005.

## Filmografie (Auswahl)

### Drehbuchautor
- 1988: Dramarama
- 1989–1993: Coronation Street
- 1991–2000: Children’s Ward
- 1995: Medics
- 1995–1996: Für alle Fälle Fitz (Fernsehserie)
- 1997: Police 2020
- 1997: Reckless
- 1997–1999: Immer wieder Fitz
- 1997–1999: Touching Evil
- 1998: Reckless: The Movie
- 1999: Butterfly Collectors
- 1999: Love in the 21st Century
- 2000: The Secret World of Michael Fry
- 2000–2002: Clocking Off
- 2001: Best of Both Worlds
- 2001–2002: Linda Green
- 2002: Tomorrow La Scala!
- 2003: Alibi
- 2003: Mord auf Seite eins (Miniserie)
- 2004–2013: Shameless (Fernsehserie)
- 2008: Mrs In-Betweeny
- 2008: Screenwipe
- 2011: Exile
- 2012: Hit & Miss (Fernsehserie)
- 2012: Twenty8k
- seit 2011: Shameless – Nicht ganz nüchtern (Fernsehserie)
- 2015–2017: No Offence (Fernsehserie)
- 2017–2018: Bizim Hikaye

### Produzent
- 1994: Für alle Fälle Fitz
- 1997: Touching Evil
- 2003: Mord auf Seite eins
- 2004–2013: Shameless
- 2005: G8 auf Wolke Sieben
- 2006–2007: The Innocence Project
- 2007: The Stronger
- 2008: Clubbed
- 2008: Mrs In-Betweeny
- 2009: State of Play – Stand der Dinge
- 2009: Three Moments in Heaven
- 2009: Tony – London Serial Killer
- 2011: Exile
- 2011–2013: Shameless – Nicht ganz nüchtern
- 2012: Hit & Miss
- 2015–: No Offence